# Wincenty Aksamitowski
Wincenty Aksamitowski herbu Gryf (ur. 15 września 1760 w Nagórzanach koło Kamieńca Podolskiego, zm. 13 stycznia 1828 w Warszawie) – generał dywizji armii Księstwa Warszawskiego.

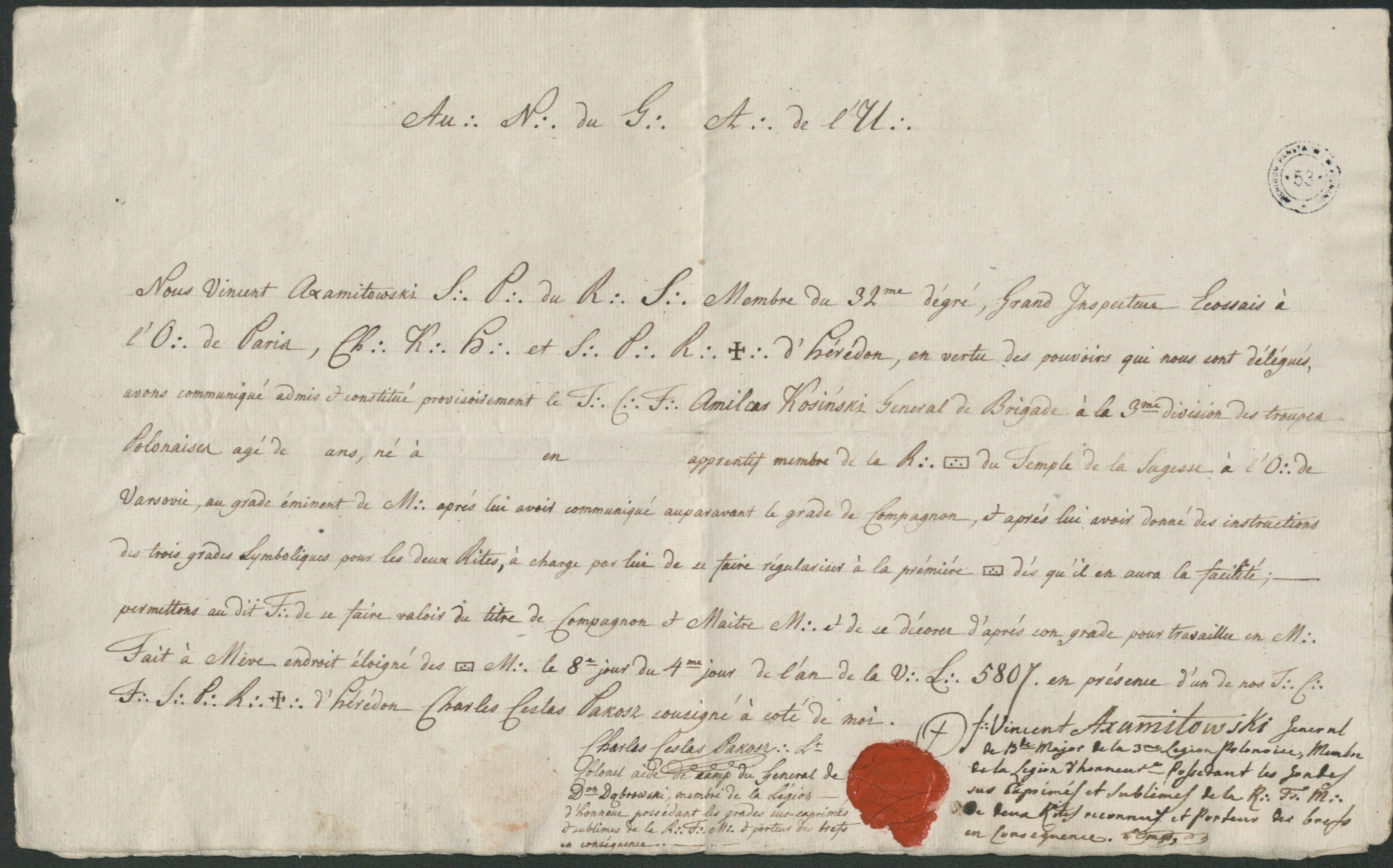
W. Axamitowski, członek 32 stopnia masonerii w Paryżu nadaje A. Kosińskiemu stopień masoński w loży w Warszawie, 1807 r., (ze zbiorów Archiwum Państwowego w Poznaniu)

## Życiorys
Był synem Ignacego herbu Gryf (zmarłego w 1810), łowczego podolskiego, posła, oraz Tekli de Witte; po matce był wnukiem inżyniera i generała Jana de Witte. Od 1774 w armii, kadet w Szkole Artylerii Koronnej w Warszawie. Podporucznikiem został w 1781 roku. Od 1783 oficer w służbie liniowej.
Walczył w stopniu kapitana w wojnie z Rosją w 1792 roku jako dowódca kompanii w bitwach pod Zieleńcami i Ostrogiem. Tam dostał się do niewoli. Przejął czasowo służbę w wojsku rosyjskim i awansował na majora. Po wybuchu powstania 1794 roku przedostał się do wojsk polskich i ponownie w stopniu kapitana walczył w obronie Warszawy; dalszy awans uniemożliwiła niedawna służba w armii rosyjskiej (Tadeusz Kościuszko zarzucał mu "przywiązanie do Moskali").
Po upadku powstania przez Galicję przedostał się do Włoch. Od 1797 walczył w Legionach, w których pełnił funkcję szefa batalionu. Zorganizował również legionową artylerię. Bronił Mantui a po jej kapitulacji dostał się do niewoli austriackiej. Po uwolnieniu na słowo powrócił do służby. Od 1801 był dowódcą 2 półbrygady wysłanej do San Domingo. W wyprawie tej udziału nie wziął zasłaniając się koniecznością uporządkowania finansów jednostki. Posądzony o złe intencje w tej sprawie, popadł w konflikt ze środowiskiem polskim i w latach 1803-1806 służył w armii francuskiej. Walczył pod Jeną. Z ramienia armii francuskiej był w 1806 komendantem Poznania.
Wkrótce przeszedł do armii Księstwa Warszawskiego w stopniu generała z 1806 na stanowisko dowódcy artylerii. Od 1807 dowódca artylerii i inżynierii. W wyniku nieporozumień z księciem J. Poniatowskim jesienią 1808 dyscyplinarnie przeniesiony do służby francuskiej. Od 1809 ponownie w Wojsku Polskim, dowódca 2 Brygady Piechoty w 1 Dywizji komendanta departamentu poznańskiego, w 1812 gubernator Poznania.
W kampanii moskiewskiej 1812 zastępca szefa sztabu króla Neapolu Joachima Murata, a w kampanii 1813 dowodził jazdą w Dywizji Dąbrowskiego. Walczył pod Lipskiem i Hanau, potem ponownie w służbie J. Murata. W kampanii francuskiej 1814 dowodził Brygadą Ciężkiej Jazdy w Dywizji gen. J. Defranca. Po upadku Napoleona zastępca przewodniczącego Centralnej Rady Administracji Korpusu Polskiego.
W 1815 powrócił do kraju i działał w armii Królestwa Polskiego. Był komendantem wojskowym departamentu siedleckiego. W kwietniu 1816 przeszedł do rezerwy ze względu na stan zdrowia.
W Paryżu od 1802 był adeptem 33. stopnia obrządku szkockiego loży masońskiej stopni wyższych. 
Był mistrzem katedry w loży wolnomularskiej Bracia Polscy Zjednoczeni, założonej przez gen. Aleksandra Rożnieckiego.
W 1820 roku był wielkim pieczętarzem Wielkiego Wschodu Narodowego Polski. 
Autor wydawnictwa pt.: Historia artylerii polskiej w Legionach we Włoszech.

## Odznaczenia
Był odznaczony Krzyżem Kawalerskim Orderu Virtuti Militari (1808), a także francuskim Krzyżem Kawalerskim i Oficerskim Orderu Legii Honorowej (1807 i 1812).